# Хергисвиль-бай-Виллизау
Хергисвиль-бай-Виллизау (нем. Hergiswil bei Willisau) — коммуна в Швейцарии, в кантоне Люцерн. 
Входит в состав округа Виллизау. Население составляет 1823 человека (на 31 декабря 2006 года). Официальный код — 1132.